# Wallerdorf (Rain)
Wallerdorf ist ein Gemeindeteil der Stadt Rain  im Landkreis Donau-Ries (Regierungsbezirk Schwaben, Bayern). Zur Gemarkung Wallerdorf gehören das Dorf Hagenheim und die Einöde Agathenzell.

## Geographie

### Lage
Das Kirchdorf Wallerdorf liegt 12 km südöstlich von Rain auf der Hochfläche des Unteren Lechrains der Aindlinger Terrassentreppe. Naturräumlich gehört es also zur Donau-Iller-Lech-Platte, die wiederum Teil des Alpenvorlandes ist, eine der Naturräumlichen Haupteinheiten Deutschlands.
Der Ort liegt an der Kreisstraße DON 30 von Rain (Lech) über Bayerdilling bis zur Landkreisgrenze zum Landkreis Aichach-Friedberg, wo diese als Kreisstraße AIC 27 in Kühnhausen in die nach Pöttmes führende Staatsstraße 2045 mündet. In Wallerdorf zweigt die Kreisstraße DON 34 nach Hagenheim ab und verläuft weiter nach Holzheim, wo sie in die Kreisstraße DON 33 mündet. Hagenheim liegt knapp südwestlich, Agathenzell nordöstlich von Wallerdorf.

### Nachbarorte
Die Nachbarorte von Wallerdorf und Hagenheim sind die Holzheimer Ortsteile Bergendorf, Todtenheim und Pessenburgheim im Westen, Strauppen und Wächtering im Nordwesten und Norden, der Ehekirchener Ortsteil Haselbach im Osten und der Pöttmeser Ortsteil Reicherstein im Südosten. Westlich von Wallerdorf, direkt nach Agathenzell, liegt das gemeindefreie Staatsforstgebiet Esterholz.

## Geschichte

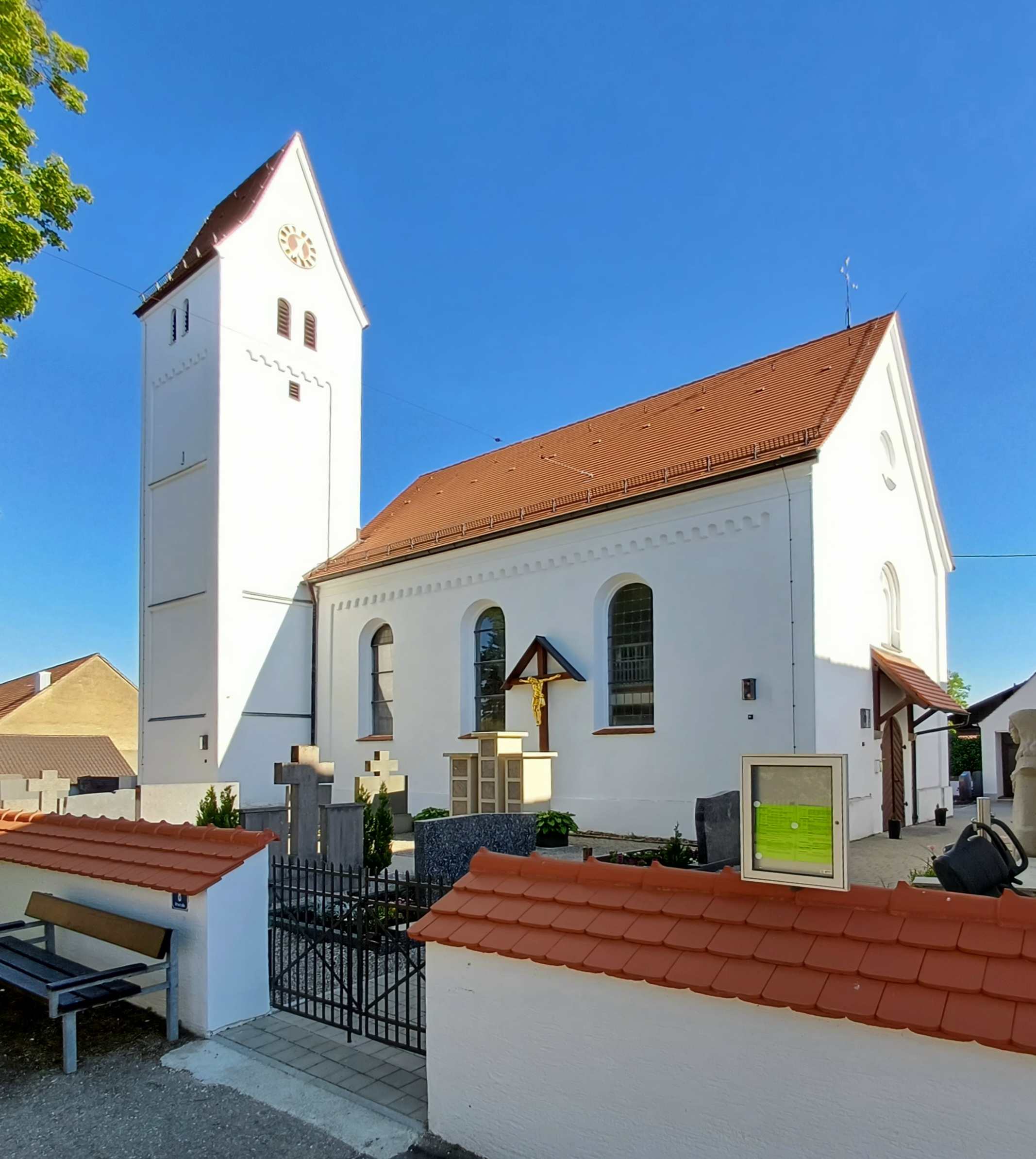
St. Nikolaus in Wallerdorf

Der Name bedeutet so viel wie „Dorf des Waldo“. Erstmals wird Wallerdorf 1147 erwähnt: In einer Urkunde des Klosters Indersdorf wird ein „Conradus de Walderdorff“ als Zeuge in einer Besitzübergabe genannt. Als Ort wird Wallerdorf erstmals im Wittelsbacher Herzogsurbar von 1280 unter Amt Rain erwähnt. Danach besaßen sowohl die bayerischen Wittelsbacher-Herzöge als auch die Judmann aus Rohrenfels Besitztümer und Zehente in Wallerdorf. Einen der herzöglichen Höfe schenkte Ludwig der Bayer 1322 dem Kloster Niederschönenfeld, das 1330 auch den Judmann-Zehent kaufte. 1580 besaßen sowohl das Kloster Niederschönenfeld, das Kloster Bergen (ab 1616 Jesuitenseminar Neuburg) als auch die Deutschordenskommende Blumenthal Besitztümer. 1800 besaßen auch die Adelsgeschlechter der Hörwarth auf Aiterberg, Grafen von Berchem und Sandizell Höfe in Wallerdorf.
Die Kuratie Wallerdorf mit der Kirche Sankt Nikolaus gehört zur Pfarrgemeinde Holzheim. Chor und Turm der Kirche stammen aus dem Jahre 1500. Das Kirchenschiff wurde 1872 nach Westen erweitert, der Sakristeianbau erfolgte 1921.
Bis zum 1. Juli 1972 gehörte Wallerdorf als selbstständige Gemeinde zum Landkreis Neuburg an der Donau und fiel dann mit der Gebietsreform in Bayern an den Landkreis Donau-Ries, der bis zum 1. Mai 1973 die Bezeichnung Landkreis Nördlingen-Donauwörth trug. Am 1. Januar 1975 wurde der Ort in die Stadt Rain eingegliedert.

## Bau- und Bodendenkmäler
- Kirche St. Nikolaus
- Jungsteinzeitliche und bronzezeitliche Siedlung bei Agathenzell
- Römische Brandgräber im Talgrund östlich des Ortes

## Naturdenkmal
- „Wallerdorfer Eiche“, etwa 400 Jahre alter Baum östlich des Dorfes am Rand des Esterholzes, Umfang rund sechs Meter